# Ferdinand Mélin-Soucramanien
Ferdinand Mélin-Soucramanien, né le 10 février 1966 à Aix-en-Provence, est un professeur de droit public à l'université de Bordeaux et constitutionnaliste français. 
Il est nommé, en mars 2022, président du conseil d'administration du nouvel Institut national du service public, qui remplace l'École nationale d'administration.

## Biographie

### Jeunesse et études
Ferdinand Mélin-Soucramanien est né le 10 février 1966 à Aix-en-Provence. Il suit ses études secondaires à La Réunion et obtient un baccalauréat littéraire. Après avoir obtenu un DEUG de lettres modernes de l'université de La Réunion en 1986, il décroche une licence de lettres modernes à l'université Sorbonne-Nouvelle en 1987.
En 1990, il décroche une licence en droit à l'université d'Aix-Marseille, puis une maîtrise de droit public et un DEA dans la même discipline en 1991 et 1992. Il devient docteur en droit en 1996 avec une thèse consacrée au « Principe d'égalité dans la jurisprudence du Conseil constitutionnel », qui obtient le premier prix de thèse du Conseil constitutionnel français.
Il est reçu à l'agrégation de droit public en 1998.

### Parcours professionnel
Il commence sa carrière comme maître de conférences en droit public à l'université d'Aix-Marseille. Il est ensuite nommé professeur de droit constitutionnel à l'université de Bordeaux en 1998, université où il enseigne encore aujourd'hui. C'est un auteur reconnu dans le domaine du droit constitutionnel français.
Il a fait partie de la commission Jospin sur la rénovation et la déontologie de la vie publique. Il a également été membre du groupe de travail sur l’avenir des institutions présidé par Claude Bartolone et Michel Winock, nommé par le Président de l’Assemblée nationale, Claude Bartolone de novembre 2014 à octobre 2015 qui a donné lieu à un rapport officiel publié à La documentation française[source insuffisante].
Ferdinand Mélin-Soucramanien est nommé en avril 2014 déontologue de l'Assemblée nationale, où il succède à Noëlle Lenoir. Le poste a été créé en 2011 afin de prévenir les conflits d’intérêts, le déontologue est chargé de recevoir les déclarations d’intérêts et de conseiller les députés. 
Le Canard enchaîné révèle qu'il n'aurait pas préalablement demandé l'autorisation administrative de cumul d'activité auprès de la présidence de l'université de Bordeaux. Par conséquent, il a continué de percevoir sa rémunération de professeur d'université malgré son absence pour ses heures d'enseignements en parallèle de sa rémunération  en tant que déontologue. Il admet avoir «  un peu un tâtonné » mais que c'est « lié à l'originalité et à la nouveauté de la fonction, qui à mes yeux, est utile à l'assainissement de notre démocratie ». 
À la suite de ces révélations, il a régularisé sa situation administrative. Son mandat s'étant achevé en juin 2017, il fait paraître une tribune au HuffPost, déclarant que « L'institution du Déontologue à l'Assemblée doit à mes yeux être consolidée et ses moyens humains et budgétaires accrus. »
Depuis 2011, Ferdinand Mélin-Soucramanien a effectué plusieurs missions pour le compte du gouvernement afin de formuler des propositions sur l'avenir institutionnel de la Nouvelle-Calédonie. Ces propositions ont été consignées dans un rapport officiel co-signé par lui et le conseiller d'État, Jean Courtial, rapport publié à la documentation française.
Depuis 2019, il appartient au conseil scientifique de la DILCRAH. La même année, il crée une chaire universitaire internationale consacré aux outre-mer à Sciences Po Paris.
Depuis 2018, il dirige le master en Droit Public Approfondi de la Faculté de droit et science politique de l'Université de Bordeaux.
En 2020, il est pressenti par l’Élysée pour devenir le Ministre des Outre-mer à la suite du remaniement ministériel d’Édouard Philippe,. 
Le 9 mars 2022, il est nommé en Conseil des ministres président du conseil d’administration de l'Institut national du service public, établissement remplaçant l'École nationale d'administration (ENA).

## Décorations et distinctions
- Chevalier de l'ordre national de la Légion d'honneur le 31 décembre 2010
- Chevalier de l'ordre national du Mérite en 2014
- Chevalier des Arts et des Lettres en 2014.
- Chevalier des Palmes académiques en 2005.
- Commandeur de l'Ordre national du Bénin en 2010.

## Publications
- Le principe d'’égalité dans la jurisprudence du Conseil constitutionnel, Economica Presses Universitaires d'Aix-Marseille - P.U.A.M., coll. « Droit public positif », 397 pages, juin 1999,  (ISBN 978-2-7178-3496-3)
- Libertés fondamentales, 4e édition, Dalloz, coll. « Mémentos », Paris, 2021
- Droit constitutionnel (en collaboration, depuis la 21e édition, 2003), 41e édition, Sirey, Paris, 2022 (traductions en langues chinoise, espagnole et georgienne)
- Les grandes délibérations du Conseil constitutionnel (en collaboration), 2e édition, Dalloz, coll. « Grands arrêts », Paris, 2013
- Les grandes décisions du Conseil constitutionnel (en collaboration, depuis la 13e édition, 2005), 20e édition, Dalloz, coll. « Grands arrêts », Paris, 2022
- Constitution de la République française, 20e édition, Dalloz, coll. « à savoir », Paris, 2022
- Contre le racisme et l'antisémitisme, co-écrit avec Frédéric Potier, Dalloz, coll. « Dalloz Gestion systèmes et stratégies », 2018.